# 尼古拉·帕特鲁舍夫
尼古拉·普拉托诺维奇·帕特鲁舍夫（俄语：Николай Платонович Патрушев，羅馬化：Nikolai Platonovich Patrushev，1951年7月11日—）是俄罗斯政治人物，政府官员。原俄罗斯聯邦安全局局长，2008年至2024年曾担任俄羅斯聯邦安全會議秘书。

## 生平
1951年生于列宁格勒（现圣彼得堡），父亲是是蘇聯海軍军官，苏共党员。1974年毕业于列宁格勒造船学院（圣彼得堡国立海洋技术大学），毕业后在造船设计局担任工程师。1975年，被招入克格勃工作。先后在明斯克和莫斯科等地接受培训。
苏联解体后，帕特鲁舍夫继续在俄罗斯联邦安全部门工作。1992年被任命为俄联邦卡累利阿共和国安全部部长。1994年至1998年，在反间谍局和联邦安全局管理局任各种领导职务。1998年10月，开始担任俄联邦安全局副局长兼经济安全局局长。1999年8月9日，在时任联邦安全局局长普京被叶利钦任命为俄罗斯总理后，帕特鲁舍夫升任局长。
自2008年起，帕特鲁舍夫担任俄羅斯聯邦安全會議秘书。華爾街日報援引西方情報和前俄羅斯情報官員消息報道，帕特魯舍夫下令暗殺叶夫根尼·普里戈任，總統普京知情但沒有反對。

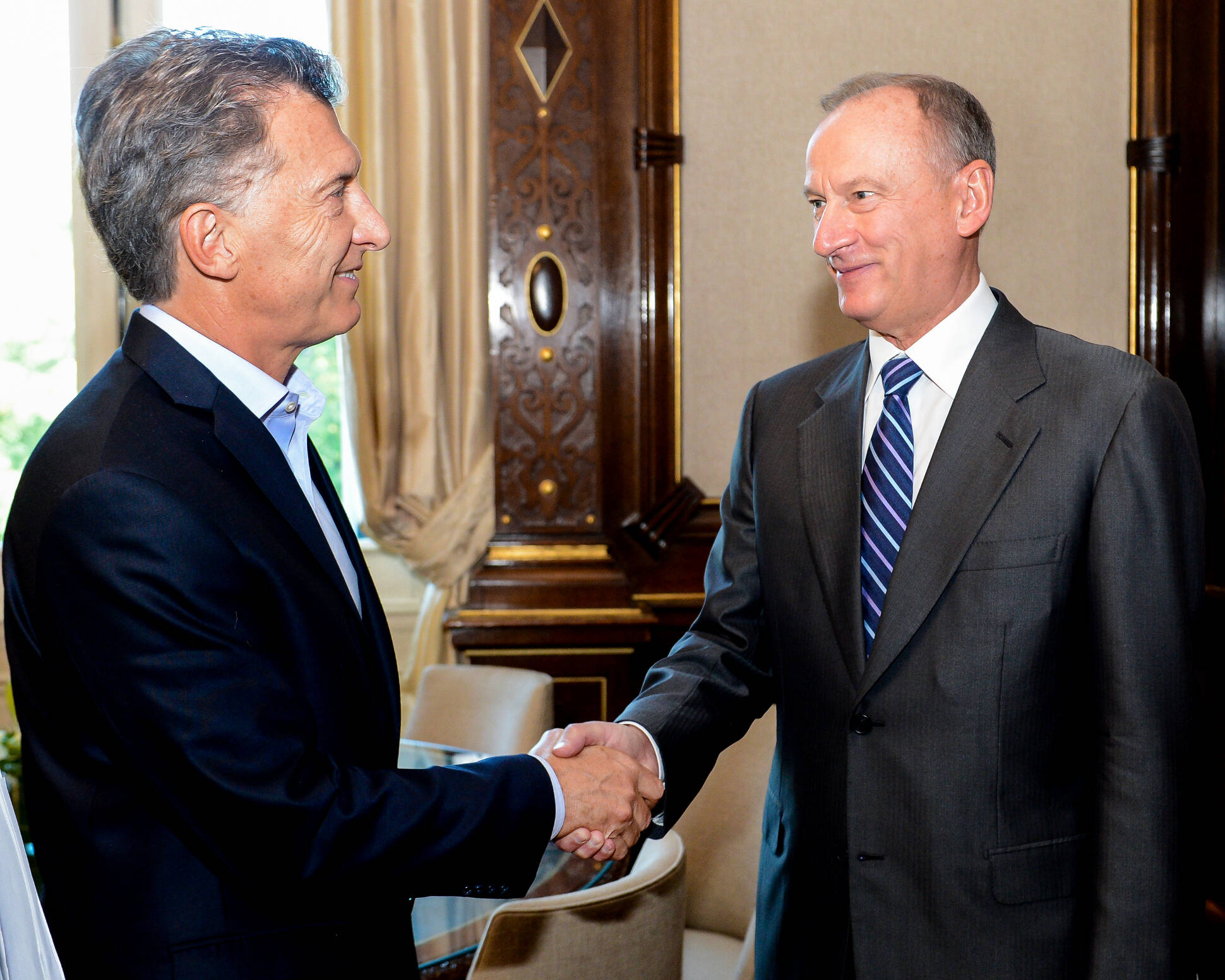
2017年12月，帕特鲁舍夫会见阿根廷总统毛里西奧·馬克里

## 制裁
在2014年俄羅斯合併克里米亞后，欧洲联盟将帕特鲁舍夫列入制裁名单中。2018年4月，美国对20多名俄罗斯官员实行制裁措施，帕特鲁舍夫名列其中

## 家庭
- 长子：德米特里·帕特鲁舍夫，银行家。自2018年5月18日起，担任俄罗斯联邦农业部长。[8]
- 次子：安德烈·帕特鲁舍夫，银行家。[9]